# 共働
共働（きょうどう、ギリシア語: συνεργία, ロシア語: Синергия, 英語: Synergy）とは、正教会における救いについての概念の一つである。ギリシャ語の単語"συνεργία"（古典ギリシア語再建：シュネルギア、現代ギリシア語転写：シネルギア）はキリスト教が伝えられる前の古典ギリシア語でも使われていた単語であり、共同作業、協力関係などを表す。ロシア語転写からシネルギヤとも表記される。シネルギイと表記されることもある。
正教会は救いを、神の恩寵と、人の自由意志の共働であると捉える。正教会における「共働」は、カルヴァン主義における全的堕落説と予定説とは、前提からして異なっている。
西方教会におけるフィリップ・メランヒトン（1497年 – 1560年）等によるもの(ラテン語: Synergismus, 英語: Synergism)は「神人協力説」（しんじんきょうりょくせつ）などと訳されるが、正教会の共働と、西方の神人協力説との間で、歴史的に直接の関係は無い。正教会では古代・中世・近現代に至るまで、共働にかかる概念理解の伝統が継承されている。
本項では正教会における共働について詳述する。

## 概要
正教会は、罪深い堕落した状態にあってもなお、人には自由な選択の能力があると信じ、救いを、先行する神の恩寵と人の自由意志の共働であると捉える。
神学者グリゴリイ（ナジアンゾスのグレゴリオス）は「私たちの力の内にあるものと神の下さった救いが共に必要である」と述べた。人の救いのための神の働きは人間が行うことからは比較にならないほど重要であるが、それでも人自身の神の救いの業への自発的な関与も不可欠であるとされる。
共働に関する教えは、人間の働きの側に過大な位置づけをし、異端に導きかねないとする、（主にルター派、カルヴァン主義からの）予想される批判に対して、正教会自身が自らの答えが全てを言い尽くすものではないことを認める。神の恩寵と人間の自由との内的関係は常に人間の把握を超えた神秘であるとされる。こうした人間の把握を超えることを示す聖書箇所としてはローマの信徒への手紙11:33が挙げられる。

## 詳細

### 神の像と肖・自由意志
神の像と肖とは、正教会の「人間とは『神のイコン（像）』である」とする人間観の基礎となっている重要な概念である。旧約聖書の創世記1章26節・27節において、神は自身の「像」と「肖」に従って人を創造したとされる記述があることが基になっている。
表信者聖マクシモス（マクシム）によれば、像とは人間の創られたままのかたちを指し、肖とは、創られた人間が神の力と働きにあずかり、神との交わりの中に生きる過程を言うとされる。
正教会は、堕落した人間は「神の肖は失われたが、像は昏昧（こんまい）したのであって絶滅したのではない」と主張する。また人間の誰もがハリストス（キリスト）の救いに手を差し伸べる自由意志を保持しているとする。

### 神のわざと人間の共働
以上のような人間観を基礎として、正教会は、罪深い堕落した状態にあってもなお、人には自由な選択の能力があると信じ、救いを、神の恩寵と人の自由意志の共働であると捉える。
聖使徒パウェル（パウロ）によるコリンフ前書（コリントの信徒への手紙一）3:9にある「我等は神の同労者なり」が参照されるほか（「同労者」…ギリシア語: συνεργοί, 共働と同語源の「共に働く者」の複数形）、リヨンの聖イリネイ（エイレナイオス）によれば、ルカによる福音書1章38節に記された、生神女福音（受胎告知）において生神女マリヤが応答したことも共働として理解される。
これら共働をめぐり、府主教カリストス・ウェアは、正教会の立場が誤解されないためのポイントを三つ挙げている。
- 人間の自由意志は本質的な条件であるが（エジプトのマカリオス[14]）、「功績（merit）」の概念は東方の伝統に無縁であり、救いはあくまで神の自由な賜物である。
- 「神のわざは人間の側が行うことからみれば比較にならないほど重要」であるが、これは「X％が神のわざでY％が人間のわざ」といった「割合」によって理解されてはならない。救いは「全体的に完全に神の恵みのわざ」であり、かつ「神の恵みのわざの内にあって、人間は全体的に完全に自由であり続ける」。神の恵みと人間の自由は互いに排他的概念なのではなく、互いに補い合うものである。
- 人間の良い望み・善行は、最初から神の恵みの内にあるのであって、人間の意欲が神の恵みより先であるとは考えてはならない。時間的先行・因果性といった概念はいずれも誤りである。

### 418年のカルタゴ教会会議
418年5月1日に教会会議が、アフリカのカルタゴの主教アウレリウスのもとに召集され、ペラギウスの弟子カエレステウスの誤りに関する判決をした。ヒッポの福者聖アウグスティヌスがこの教会会議を「アフリカの会議」として呼んだ。この教会会議は、人間性、原罪、恩寵、完璧性に関するペラギウスの教義を非難し、福者聖アウグスティヌスの見解を完全に承認した。

公会議は8つのカノンを発表した。
カノンI: アダムは死に服するように創造されなかった。
最初の人、アダムが、罪を犯したかどうかにかかわらず、「身体が死ぬように、すなわち身体から離れるように創造された」と言う者、つまり「アダムの死は、罪によって得たではなく、自然の必然性によるものである」と言う者、アナテマ。
カノンII: 幼児は罪の赦しのために洗礼を受けるべきである。 
同様に、「母親の胎内から新たに生まれた幼児が洗礼を受けるべきだ」という意見を否定する者、もしくは、「洗礼は罪の赦しのためであるが、自分はアダムからの原罪を受け継いでおらず、再生をもたらす洗礼の器によって取り除かれる必要がない」と言う者は、アナテマ。これから結論付けられ、彼らの中で罪の赦しのための洗礼の形が偽であり、真ではないと理解されるべきであろう。全地に広がるカトリック教会が常に理解してきた解釈の他に、使徒のこの言葉ー「このようなわけで、ひとりの人によって、罪がこの世にはいり、また罪によって死がはいってきたように、こうして、すべての人が罪を犯したので、死が全人類にはいり込んだのである。」について、他の解釈は存在しないであろう。この信仰の規則のあるゆえに、まだ自ら罪を犯していない幼子さえも、確かに罪の赦しのために洗礼を受けている。それは、彼らの中にある「生成の結果」が「再生」によって浄化されるためである。
カノンIII: 神の恩寵は、罪の赦しのみならず、再び罪を犯さないための助けも与えてくれる。 
同様に、神の恩寵、私たちの主イイスス・ハリストスを通して人が義とされるための恩寵が、過去の罪の赦しのみのために有効であり、将来の罪を犯すことに対する助けにはならないと言う者がいれば、アナテマ。
カノンIV: 神の恩寵は、道徳的義務における知識のみならず、その義務を成し遂げる意欲も与えてくれる。 
また、「私たちの主イイスス・ハリストスを通しての神からのまた同じ恩寵が、私たちに戒めの理解を照らし、開くのみによって、罪から助けてくださいます。神は私たちに何を求めるべきか、何を避けるべきか、何を愛してすべきかは教えてはくださいますが、できるように助けてはくださいません」と言う者は、アナテマ。
カノンV: 神の恩寵なしでは、善い業を何一つもできない。 
カノンVI: 「自分に罪がないと言えば、自己欺瞞になる」という聖人たちの言葉は、誠に謙虚であり真実である。
カノンVII: 「天主経」の中で、聖人たちが「我等のおいめを赦したまえ」と祈ることは彼ら自身のためである。 

カノンVIII: 聖人たちが「我等のおいめを赦したまえ」と祈ることは正確である。

### 対ペラギウス論争における正教の態度
ペラギウス主義、半ペラギウス主義に対して正教の立場からはどのように考えるのかについて、福者聖アウグスティヌスが426/427年に著した『恩恵と自由意志』の10章に中にこのように証言をした。
「 実際、東方、すなわちエルサレムのあるパレスチナの州において、ペラギウスは主教によって直接審査されたとき、これを（神の恩寵が私たちの功績に応じて与えられることを）主張する勇気を持ちませんでした。ペラギウスに対して提起されたいくつかの異議の中で、特に「神の恩寵が私たちの功績に応じて与えられる」という主張に異議が唱えられました。これはカトリック教義から非常に異なり、キリストの恩寵に対して非常に敵対的な意見であるため、彼がそれをアナテマであると宣言しないかぎり、彼自身がアナテマを受けなければならないでしょう。実に、ペラギウスが強要されたアナテマを（自分の）その教義に対して宣告しました。が、彼の後の著作はその不誠実さを明らかに示しています。なぜなら、彼は『神の恩寵が私たちの功績に応じて与えられる』という意見以外に、他の意見を持っていなかったからです。」（拙訳）
この歴史的証言から、東方側はペラギウス異端を認識し、アナテマ宣言をしたことがわかる。

神学者ウラジーミル・ロースキイは東方正教の態度を以下通りにまとめた。
東方は神の恩寵と人の自由意志という二つの契機を分離しない。神の恩寵と人の自由意志は共に現れ、一方が無ければ他方が理解されないというものである。ニュッサのグレゴリオス（ニッサのグリゴリイ）は、恩寵と自由意志は一つの現実の両極であるとしている。

ペラギウス主義は恩寵を「人間の意志の功徳に対して与えられる報い」としたが、ペラギウスの根本的な誤りは、恩寵の神秘を合理的なレベルに移し、恩寵と自由意志とを並列的な離れた二つの概念としてしまったところにあるとされる。恩寵と自由意志とは、本来は一つの精神的秩序に属する現実として一致しなければならない。。